# Ронаго
Ронаго, Ронаґо (італ. Ronago) — муніципалітет в Італії, у регіоні Ломбардія, провінція Комо.
Ронаго розташоване на відстані близько 520 км на північний захід від Рима, 45 км на північ від Мілана, 8 км на захід від Комо.
Населення — 1746 осіб (2014).
Покровитель — Santi Vittore e Defendente.

## Демографія
Населення за роками:

Станом на 1 січня 2023 року в муніципалітеті офіційно проживали 62 іноземці з 29 країн, серед них 26 громадян країн Євросоюзу та 1 громадянин України.

## Сусідні муніципалітети
- К'яссо
- Кольверде
- Новаццано
- Уджате-Тревано